# 만프레도니아

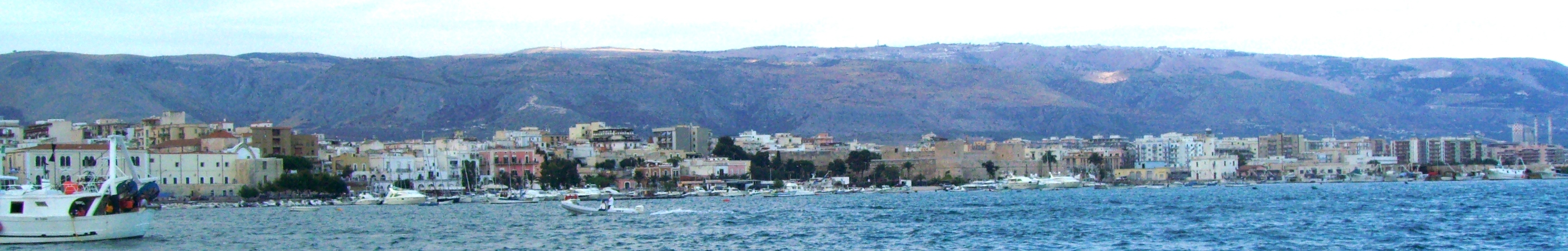
만프레도니아

포자 현에서의 위치.

만프레도니아(이탈리아어: Manfredonia)는 포자 현에 위치한 이탈리아의 풀리아 주의 코무네이자 도시이며, 포자도에서 동북 방향으로 철로로 35 킬로미터(22 마일) 떨어져 있다. 만프레도니아는 해안에 위치해 있으며 가르가노산괴의 남쪽 방향으로 동쪽을 마주보고 있다. 2011년 기준으로 인구는 57,416명이다.

## 역사
현재의 만프레도니아 지역은 고대에 그리스인들에 의해 정착되었으며 디오메데스가 세웠다.

## 사진

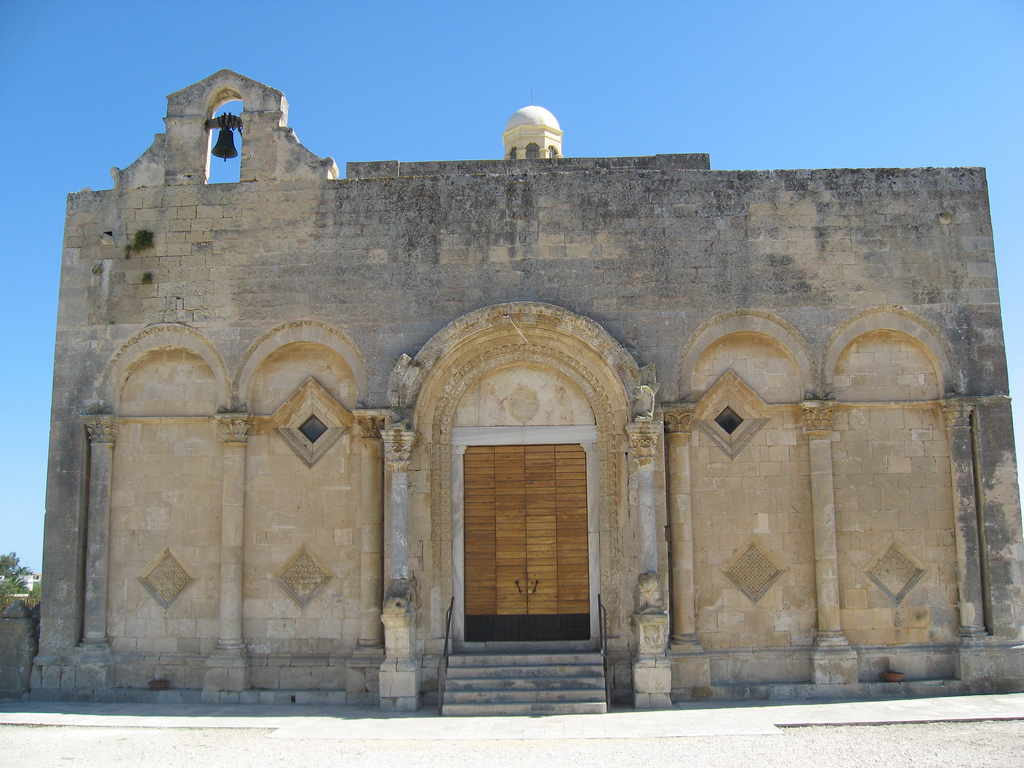
산타 마리아 마조레 디 시폰토 성당
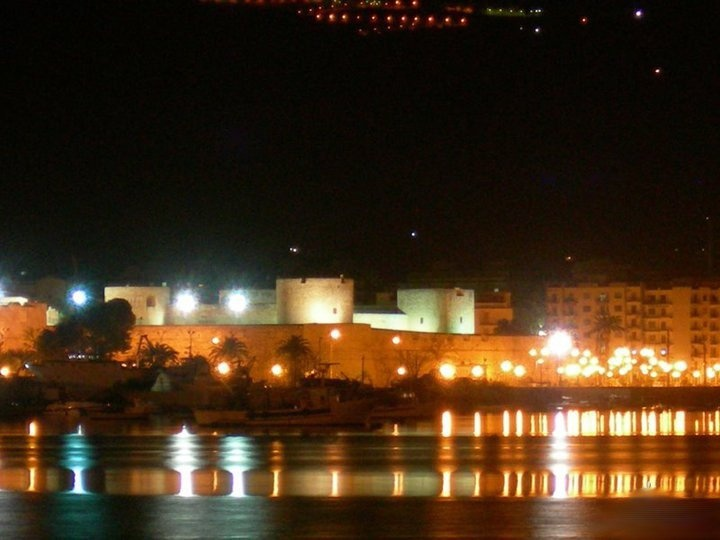
만프레도니아 성
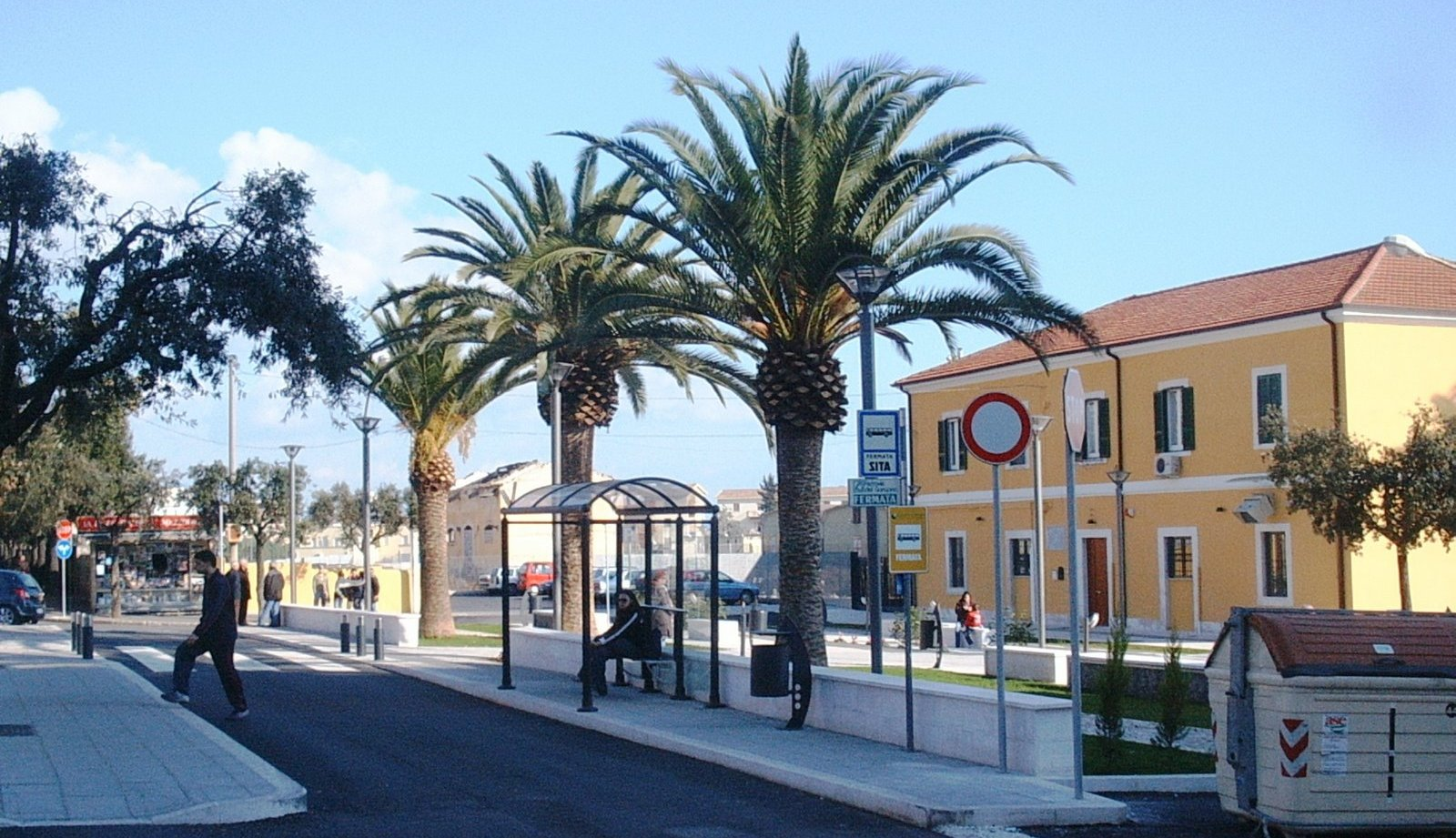
만프레도니아 철도역